# Wilson Sporting Goods

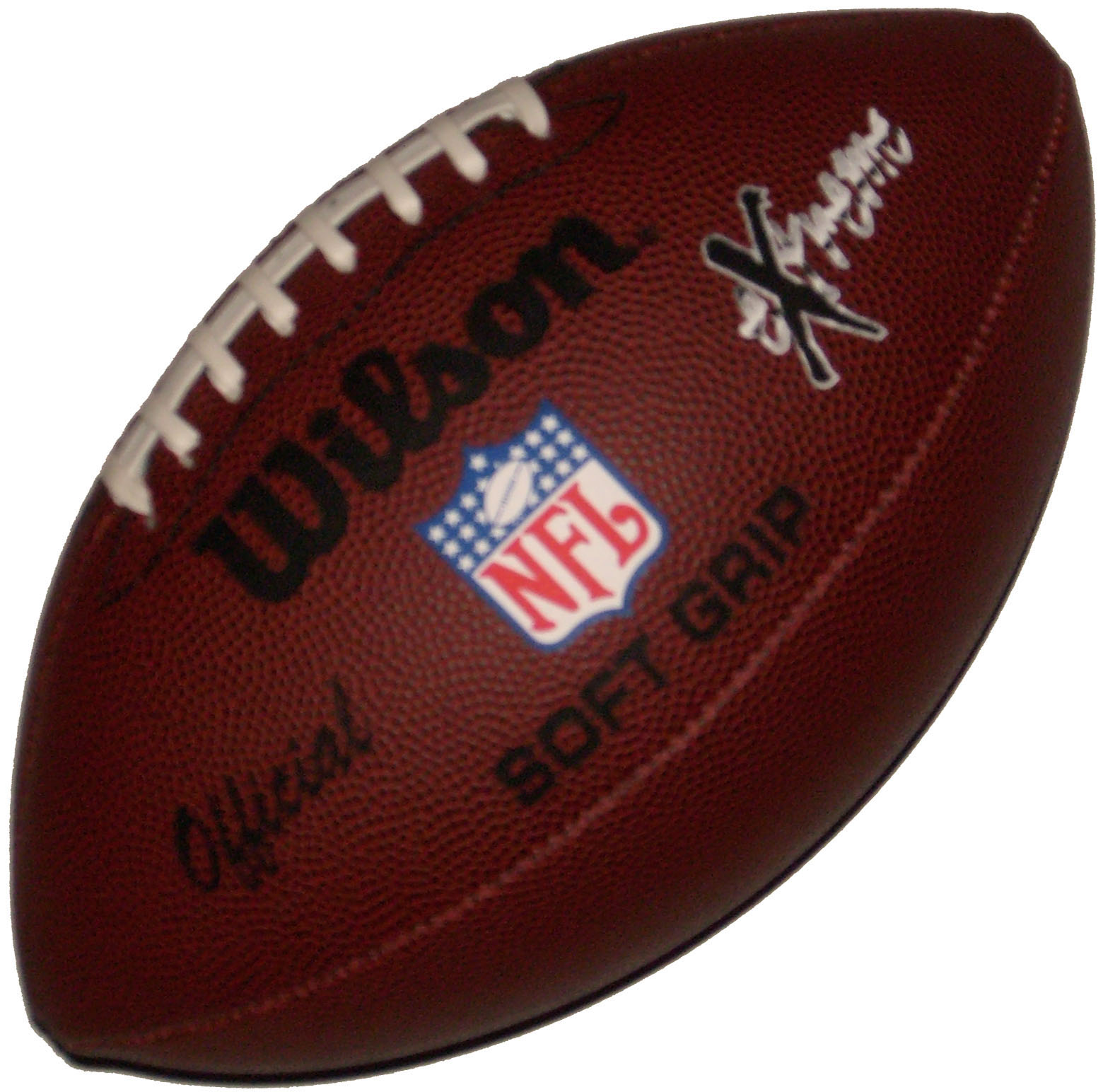
Balón de fútbol americano.

Wilson Sporting Goods es una compañía fundada por Thomas E. Wilson y se especializa en accesorios y productos deportivos. Comúnmente conocida simplemente con el nombre de Wilson, dedica su producción para estos deportes: tenis, fútbol, baloncesto, voleibol, golf, pádel, béisbol, softbol, fútbol americano y raquetbol.

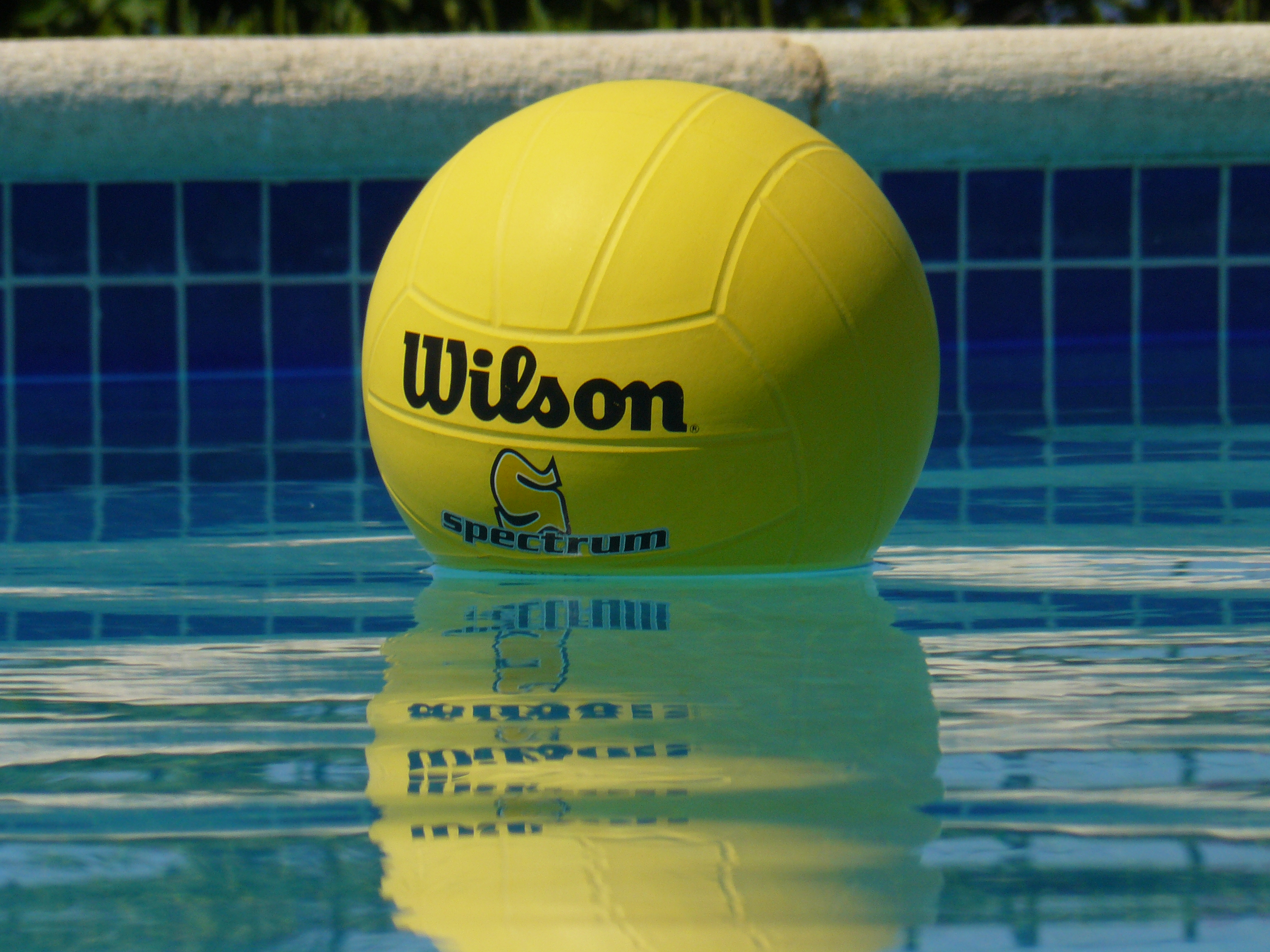
Bola de voleibol marca Wilson

Una pelota de voleibol Wilson "co-protagonizó" con Tom Hanks la película Náufrago. Tras el éxito de la película, Wilson Sporting Goods creó y comercializó pelotas de voleibol con la "cara" de Wilson impresa en ella.